# ライフ (雑誌)
『ライフ』（Life）は、アメリカ合衆国で発行されていた雑誌である。
1936年創刊。写真を中心とした誌面で「グラフ雑誌」と言われる。最盛期には週に1350万部以上売れ、フォトジャーナリズムの歴史の中で、重要な役割を果たした。テレビやインターネットの普及とともに役割を譲り、2007年をもって休刊した。

## 概要
1883年に創刊された同名の大衆向け総合雑誌のブランドを、『タイム』誌の発行者のヘンリー・ルースが買収し、1936年にアメリカ初の全ページ写真入りのニュース雑誌としてリニューアルした。
フォトジャーナリズムという文章記事よりも写真を中心に報道・言論を構成しようという考え方はすでにヨーロッパ（特にドイツ）で試みられていた。ライフ誌はカメラマンをスタッフという専属的な所属とし、撮影から記事・レイアウト等の編集のスタイルを一貫させ、「フォト・エッセイ」と称した。第二次世界大戦前から戦後復興期、テレビの本格普及前までの黄金期に、アメリカの思想・政治・外交を世界に伝えた。
1936年から1972年まで週刊誌として、1978年から2000年までは月刊誌として発行された。2000年にいったん休刊し、『ライフ』の名称で特別号や記念号が年に数回出る状態となった。2004年に新聞折り込み版の週刊紙として復刊したが、2007年に再び休刊となった。

## 歴史

### ニュース週刊誌としての創刊
1936年、出版者のヘンリー・ルースが総合雑誌『ライフ』のブランドを9万2千ドルで買収した。それは、「人生」を意味する「ライフ」という名前が、彼の出版社・タイム社にふさわしいと考えたからである。ルースは、写真が、説明する文章と同じくらいに物語を伝えることができると確信しており、写真を中心としたニュース雑誌として、『ライフ』を1936年11月23日に新創刊した。1923年の『タイム』、1930年の『フォーチュン』に続いてルースが発行した3冊目の雑誌である『ライフ』は、アメリカにおける画期的なグラフ雑誌として発展した。創刊号は10セント（2019年の物価換算で1.84ドル）で9000部が販売され、32ページ中アルフレッド・アイゼンスタットによる写真が5ページにわたって掲載されていた。初代の編集長はクルト・コルフだった。
ニュース週刊誌を企画するにあたり、ルースは1936年にタイム社内で機密の目論見書を発行したが、それには新しい『ライフ』誌のビジョンと、彼が目的としていたものが記されていた。ルースは『ライフ』誌を、写真を中心とする、アメリカの一般の人々の目に触れることが可能な最初の出版物とするつもりだった。
To see life; to see the world; to eyewitness great events; to watch the faces of the poor and the gestures of the proud; to see strange things — machines, armies, multitudes, shadows in the jungle and on the moon; to see man’s work — his paintings, towers and discoveries; to see things thousands of miles away, things hidden behind walls and within rooms, things dangerous to come to; the women that men love and many children; to see and take pleasure in seeing; to see and be amazed; to see and be instructed...
人生を見よう。世界を見よう。大きな出来事を目撃しよう。かわいそうな人々の顔や偉ぶった人々の仕草を見よう。奇妙なもの（機械、軍隊、民衆、ジャングルや月の影）を見よう。人間の仕事（絵画、塔、発見）を見よう。何千マイルも離れたところにあるもの、壁の向こうや部屋の中に隠されたもの、近寄ると危険なもの、男たちが愛する女性や多くの子供たちを見よう。見て喜びを感じよう。見て驚きを覚えよう。見て教えられよう...
この最初の2つのフレーズ"To see Life; to see the world"（人生を見よう。世界を見よう。）は、『ライフ』のモットーとなった。
創刊号の表紙は、マーガレット・バーク＝ホワイトが撮影した、公共事業促進局の事業により作られたフォートペックダム（ミズーリ川流域）の写真だった。
1936年の『ライフ』のフォーマットは、瞬く間に古典的なものとなった。テキストは50ページの写真のキャプションに凝縮されていた。この雑誌は、厚いコート紙に印刷されているにもかかわらず、値段はわずか10セントだった。発行部数は会社の予想を超えて急上昇し、創刊号の38万部から4カ月後には週に100万部を超えるまでになった。この雑誌の成功は、その1年後の1937年に創刊され、1971年まで続いた『ルック』など、多くの模倣雑誌を生んだ。
ルースは1937年に、『タイム』誌の非常勤記者だったエドワード・クレイマー・トンプソンを写真担当副編集長に抜擢した。彼は1949年から1961年まで編集長を務め、1970年に引退するまでの約10年間編集主幹を務めた。彼は、1936年から1960年代半ばまでの『ライフ』の全盛期に大きな影響を与えた。トンプソンは、編集者に自由に行動することを許していたことで知られていた。特に、ファッション担当のサリー・カークランド、映画担当のメアリー・リザビー、現代生活担当のメアリー・ハムマンの3人の女性編集者が、"trio of formidable and colorful women"（手強く派手な三人娘）として知られていた。
1941年にアメリカが第二次世界大戦に参戦すると、『ライフ』もそれを取り上げた。1944年には、タイム誌とライフ誌の40人の戦争特派員のうち、7人が女性だった。アメリカ人のメアリー・ウェルシュ・ヘミングウェイ、マーガレット・バーク＝ホワイト、ラエル・タッカー、ペギー・ダーディン、シェリー・スミス・マイダンズ、アナリー・ジャコビー、そしてイギリス人のジャクリーン・サイクスである。
『ライフ』は、毎週発行される雑誌で、戦争の遂行を支援していた。1942年7月、『ライフ』は兵士を対象とした初のアートコンテストを開始し、全階級から1,500点以上の応募があった。最優秀作品には1千ドルの賞金が授与され、16点を選んで雑誌に掲載した。ワシントンD.C.のナショナル・ギャラリーは、その年の夏に117点の応募作品を展示することに同意した。『ライフ』は、戦争を記録するために芸術家を利用しようとする軍の取り組みも支援した。軍隊が政府の資金を芸術家に提供することが議会により禁じられたため、『ライフ』はその取組みを引き継ぎ、国防総省が雇っていた多くの芸術家の雇用を継続した。『ライフ』が継続していたこの取組みは、1960年12月7日にアメリカ陸軍アートプログラムなどに引き継がれた。
第二次世界大戦中、『ライフ』は太平洋からヨーロッパまで全てのアメリカの戦場に写真家を送り、毎週アメリカ人に戦争を伝えた。中でもアルフレッド・アイゼンスタットによる、日本の降伏が伝えられた1945年8月14日にタイムズスクエアで撮影された『勝利のキス』が有名である。また、敵側のプロパガンダで、Life（生）をDeath（死）に入れ替えて使用された。
1942年8月、デトロイトでの労働と人種をめぐる不安について、『ライフ』は次のように書いて警告した。「士気の状況は、おそらくアメリカで最悪のものである....この国の他の人達は、立ち上がって、注意を持って監視するべきである。デトロイトは、ヒトラーを吹っ飛ばすか、アメリカを吹っ飛ばすかのどちらかだ。」エドワード・ジェフリーズ市長はこれを読んで激怒した。「デトロイトの愛国心はアメリカのどの都市にも負けない。『ライフ』の記事は全くのデマだ... 私ならイエロー雑誌と呼んで放っておくよ」と語った。この記事は戦争の遂行にとっては非常に危険と考えられ、北米以外で販売された『ライフ』誌からは検閲により除去された。
『ライフ』は、著名な戦争写真家ロバート・キャパと契約した。『コリアーズ』誌のベテランであるキャパは、1944年6月6日のノルマンディー上陸作戦の第一波（D-デイ）に同行したが、撮ってきたのはほんの僅かな写真だけで、その多くはピントが合っていなかった。『ライフ』誌に掲載された写真のキャプションには、キャパの手が震えていたために写真がぼやけていたと書かれていた。キャパはそれを否定し、暗室のせいでネガが台無しになったと主張した。後にキャパは『ライフ』誌のキャプションをからかって、1947年に刊行した戦争写真集のタイトルをSlightly Out of Focus（『ちょっとピンぼけ』）とした。1954年、キャパは第一次インドシナ戦争の取材中に地雷を踏んで死亡した。『ライフ』の写真家ボブ・ランドリーもD-デイに同行したが、「ランドリーのフィルムはすべて失われ、靴も失われた」という。
特筆すべき誤報として、1948年の大統領選挙の直前の号で、大統領候補のトーマス・E・デューイらがサンフランシスコ湾をフェリーで渡っている様子の大きな写真に"Our Next President Rides by Ferryboat over San Francisco Bay"（次期大統領がサンフランシスコ湾をフェリーで渡る）という見出しをつけたことがある。この選挙では、現職のハリー・S・トルーマンが地滑り的当選を果たした。なお、この選挙では他の新聞等でも同様の誤報(『シカゴ・デイリー・トリビューン』のデューイ、トルーマンを破るなど)があった。
1948年頃、戦争で郵送が途切れていた予約購読者に手紙が届き、受け取れる残り部数が知らされ、今後の紙面の送り先を指定して欲しい旨が書かれていたという。
1950年5月10日、エジプトの閣僚会議は『ライフ』誌を国内から永久に追放した。販売中の全ての雑誌は回収された。理由は発表されていないが、1950年4月10日に「エジプトの問題王」と題して、ファールーク1世国王に関する記事を掲載したことに対し、政府はそれを国を侮辱していると考えたためと見られている。
1950年代の『ライフ』は、一流の作家に仕事を依頼することで、一定の評価を得ていた。1951年にはアーネスト・ヘミングウェイの『老人と海』が『ライフ』誌に掲載され、翌1952年に出版された。その後、ヘミングウェイは『ライフ』誌から闘牛に関する4,000語の記事の執筆を請け負った。彼は1959年にスペインを訪問し、2人のトップマタドールの間で行われた一連の闘牛大会を取材した後、10,000語の記事を送った。この記事は、1985年に中編小説『危険な夏』として出版された。
全世界で900万人が鑑賞した1955年のニューヨーク近代美術館の巡回展「ファミリー・オブ・マン」では、キュレイターのエドワード・スタイケンは『ライフ』の写真を多用した。アビゲール・ソロモン＝ゴドーによれば20%以上が『ライフ』の写真でだった。スタケインの助手であるウェイン・F・ミラーは、1953年後半から『ライフ』誌のアーカイブに入り、推定9ヶ月間を費やして写真を選んだ。彼は350万枚の画像を探し回り、そのほとんどがオリジナルのネガの形であり、雑誌に掲載されていない画像を選定してスタイケンに提出した（写真部門が渡された全てのフィルムをコンタクトプリントにするようになったのは戦争末期に入ってからである）。
1954年11月、女優のドロシー・ダンドリッジが、アフリカ系アメリカ人女性として初めて『ライフ』の表紙を飾った。
1950年代が終わりを迎え、テレビの人気が高まるにつれ、同誌は読者を失うようになった。1959年5月には、店売りでの定価を1部25セントから20セントに値下げすることを発表した。テレビの売り上げと視聴者数の増加に伴い、ニュース雑誌への関心は薄れていった。『ライフ』は新しい形へ変化する必要に迫られていた。

### 1960年代と時代の終焉
1960年代の同誌は、映画スター、ジョン・F・ケネディ大統領一家、ベトナム戦争、アポロ計画などのカラー写真で埋め尽くされていた。典型的なのは、女優エリザベス・テイラーと俳優リチャード・バートンとの関係についての1964年の長編特集である。ジャーナリストのリチャード・メリマンはテイラーと一緒にニューヨーク、カリフォルニア、パリを訪れ、6,000語の記事を執筆した。
1960年代には、ゴードン・パークスの写真が掲載されていた。2000年にパークスは当時のことを振り返ってこう述べた。「カメラは、世界について私が嫌いなものや、世界の美しいものをどうやって見せるかということに対する私の武器です。私は『ライフ』誌のことは気にしていませんでした。私は人々のことを気にしていました。」
1964年6月のポール・ウェルチによる『ライフ』の記事「アメリカにおける同性愛」は、全国的な出版物でゲイの問題を取り上げた最初の記事だった。ライフの写真家はハル・コールから、この記事のために「ツールボックス」という名前のサンフランシスコのゲイ・レザー・バーを紹介された。コールは初期のゲイ活動家の1人で、男性同性愛者は女々しいという神話を払拭するために長い間活動していた。この記事は、1962年にチャック・アーネットが描いたバーの等身大のレザーマンの壁画の見開き2ページの写真で始まった。この記事では、サンフランシスコを「アメリカのゲイの首都」と表現し、多くのゲイがそこに移住するきっかけとなった。
1967年3月、『ライフ』はコロンビア大学ジャーナリズム大学院が選んだ全米雑誌賞を受賞した。これは、1966年1月に掲載されたアンリ・ユエによる傷ついた衛生兵の写真シリーズなど、東南アジアでの戦争で撮影された優れた写真が評価されたものである。『ライフ』がベトナム戦争の様子を掲載した写真は、死と喪失を痛烈に描いたものがますます増えていた。
1969年にアメリカの月探査ミッションを掲載し、業界の賞賛を浴びたが、一方で同誌は発行部数を減らし続けた。タイム社は1971年1月、縮小する広告収入を相殺するために、発行部数を850万部から700万部に減らすことを決定したと発表した。その1年後、『ライフ』は1972年1月14日号から、発行部数を700万部から550万部に減らした。『ライフ』は資金を失っていないと報告されていたが、制作費用の上昇は利益の上昇よりも速く進んでいた。1972年1月、ハワード・ヒューズの自伝を捏造したことが明らかになった作家クリフォード・アーヴィングを『ライフ』誌が支持したことで、多くの読者からの信頼を失った。同誌はアーヴィングの原稿の連載権を購入していた。
『ライフ』の発行部数の約96%は定期購読者によるものであり、より収益性の高いニューススタンドでの販売はわずか4%だった。
一時は700万部の発行部数を誇ったが、1969年頃から慢性的に赤字体質となった。1972年12月8日、タイム社はこれ以上の改善は見込めないとして同年12月29日号をもって休刊とすることを発表した。
その後、タイム社は、「イスラエルの精神」、「アメリカの注目すべき女性」、「映画の中の年」などをテーマにした『ライフ』の特別版を1972年から1978年までの間に10冊発行した。広告も最小限のものとなり、刊行部数は50万部から100万部の間だった。

### 月刊誌時代（1978年-2000年）
1978年10 月号より『ライフ』は月刊誌として復刊され、ロゴマークも変更された。赤い長方形に白い文字であることに変わりはないが、文字が太くなり、文字の間隔が短くなり、赤い長方形も小さくなった。
『ライフ』はその後22年間、一般向けのニュース特集誌として発行が続けられ、中程度の成功を収めた。1986年には、グラフ誌としての創刊から50周年を記念して、1936年以降の『ライフ』の全表紙（1970年代の6年間の休刊期間中の特別号を含む）を掲載した特別号が発行された。この時代の発行部数は150万部を超えていた。1986年の1冊の価格は2.50ドル（2019年の物価換算で5.83ドル）だった。当時の出版者はチャールズ・ウィッティンガム、編集者はフィリップ・クンハルトだった。1991年、『ライフ』は湾岸戦争に特派員を派遣し、特別号を発行した。週刊『Life in Time of War』は、湾岸戦争中に4号発行された。
その後、経営状況が再び悪化し、1993年7月号から雑誌のページ数が減らされた。また、この号からロゴマークが週刊誌時代のものに戻された。
『ライフ』は、広告主にとってより魅力的なものにするために、広告の価格を34%値下げした。同誌は1993年7月、広告主への発行部数保証を170万部から150万部に12%削減した。この時代の出版者はノラ・マクアニフとエドワード・マッカリック、編集者はダニエル・オクレントだった。『ライフ』は初めて、タイム社の姉妹誌『フォーチュン』と同じトリムサイズになった。
1999年、同誌は財政的に苦境に立たされていたが、それでも20世紀を締めくくるリストを作成してニュースになった。『ライフ』の編集者は、「この1000年で最も重要な出来事」をランク付けした。このリストは、西洋の業績に焦点を当てすぎているとして批判された。また、「この1000年で最も重要な100人」のリストを発表した。このリストもまた、西洋に焦点を当てすぎていると批判された。トーマス・エジソンを1位としたことについては、内燃機関、自動車、発電機など、エジソンの発明よりもより社会に大きな影響を与えた発明があると批判された。また、アメリカ国外ではほとんど知られていないようなアメリカ人が多数入っていることも批判された。
2000年3月、タイム社は5月号をもって『ライフ』の定期刊行を打ち切ると発表した。
「それは私達にとって悲しい日でした。」タイム社の会長兼最高責任者であるドン・ローガンはCNNfn.comでこう語った。「いまだ黒字だった」と同氏は述べ、『ライフ』は月刊発行部数約150万部を維持するための支出が増えていると指摘した。「『ライフ』は元々一般的な関心事を扱う雑誌で、生まれ変わって以来、市場でのポジションを見つけるのに苦労してきた」とローガンは語った。
1936年、ヘンリー・ルースの下での創刊号では、「ジョージ・ストーリー」(George Story)という名前の（架空の）赤ちゃんが特集され、"Life Begins"（人生（『ライフ』）が始まった）という見出しが付けられていた。『ライフ』ではその後も、ジョージ・ストーリーが結婚し、子供が産まれ、ジャーナリストとしてのキャリアを重ね、市長となり、引退してハワイで余生を過ごす様子が掲載されてきた。2000年3月にタイム社が『ライフ』の休刊を発表した後、ジョージ・ストーリーは2000年4月4日に心不全で亡くなった。『ライフ』の最終号（2000年5月号）では、"A Life Ends"（人生（『ライフ』）が終わった）というタイトルで、彼の物語と、それが長年にわたって『ライフ』誌とどのように絡み合ってきたかを特集していた。
タイム社の幹部は、広告の売れ行きが悪いことや、雑誌の定期購読権を販売するには厳しい環境であることを挙げつつ、2000年に『ライフ』を休刊した主な理由は、その年に発売された『リアルシンプル』などの他の雑誌にリソースを割くためであったと述べている。その後、親会社であるタイム・ワーナー社は、AOLとの1840億ドルの企業合併を発表し、2001年1月には史上最大規模の合併が確定した。
2001年、タイム・ワーナー社は『ライフ』誌の特別版の発行を開始し、2001年のアメリカ同時多発テロや聖地などの話題を扱った。これらの号は厚めの紙に印刷されており、雑誌というよりはソフトカバーの本のようなものだった。

### 新聞折り込み版時代（2004年-2007年）
2004年10月、『ライフ』は2度目の復活を果たした。アメリカ国内の新聞に折り込む形で毎週の発行を再開し、同様の雑誌である『パレード』や『USAウィークエンド』と初めて競合することになった。復刊当初は、60以上の新聞社に配布され、発行部数は約1,200万部に達していた。『ライフ』を掲載した新聞には、『ワシントン・ポスト』、『ニューヨーク・デイリーニュース』、『ロサンゼルス・タイムズ』、『シカゴ・トリビューン』、『デンバー・ポスト』、『セントルイス・ポスト・ディスパッチ』などがある。タイム社は、ナイト・リダーやマクラッチーなど、いくつかの主要な新聞社と『ライフ』を掲載する契約を結んだ。折り込み版の『ライフ』の初代編集長はビル・シャピロだった。
この折り込み版『ライフ』は、トレードマークのロゴはそのままで、表紙に書かれるモットーを"America's Weekend Magazine"（アメリカの週末の雑誌）とした。大きさは9.5×11.5インチで、フルカラーで光沢のある紙に印刷された。例えば、2006年9月15日号の『ライフ』は全19ページで、内容は、女優ジュリア・ルイス＝ドレイファスの全ページ写真1枚と、ニューヨークを拠点とするプロレスパフォーマンス「カイジュウ・ビッグ・バテル」に関する3ページ・写真7枚のエッセイで構成されていた。
2007年3月24日、タイム社は、2007年4月20日をもって『ライフ』を休刊し、ウェブサイトのみを残すと発表した。
その後、『ライフ』の名前で特別版が何度か発行されている。例えば、2016年にボブ・ディランがノーベル文学賞を受賞したときの「ボブ・ディラン」特集号や、2017年の「75歳のポール」などである。2018年にタイム社がメレディス・コーポレーションに買収された後もメレディス社により『ライフ』特別版（2020年の"Life" Explores:  The Roaring '20sなど）が発行されている。

## Googleとのパートナーシップ
2008年11月18日、Googleは『ライフ』との共同作業の一環として、同誌の写真のアーカイブのホスティングを開始した。撮影されたまま雑誌に掲載されずに保管されていた大量の画像も、アーカイブで見ることができる。『ライフ』の600万点以上の写真のアーカイブは、ユーザーがコレクションを作成することを可能にするGoogle Cultural Instituteを通じても利用可能であり、Google 画像検索からアクセスできる。また、Googleブック検索で、本編（1936-1972）の全号のアーカイブが入手可能である。

## オンライン版
『ライフ』のオンライン版は、1990年代にPathfinder.comの一部として始まった。独立サイトのLife.comは2009年3月31日に開設され、印刷版の休刊の後も継続されていたが、2012年1月30日に閉鎖された。
Life.com は、新聞折り込み版『ライフ』を創刊したアンドリュー・ブラウとビル・シャピロによって開発された。「ライフ写真コレクション」と呼ばれる充実したアーカイブがあったが、彼らは重要な現代写真を提供してくれるパートナーを探していた。そこで彼らは、世界最大の写真のライセンサーであるゲッティイメージズに声をかけた。これ以降、このサイトはゲッティイメージズと『ライフ』の共同事業となり、両社のコレクションを合わせた数百万枚の写真が提供されていた。
ベン・スティラーが監督・主演した2013年の映画『LIFE!』では、印刷版を休刊しオンライン版のみとなった『ライフ』の姿が描かれている。
Life.comは後にTime.com内の写真チャンネルにリダイレクトされるようになった。また、Life.comはTumblr、Twitter、Instagramのアカウントを維持している。

## この1000年で最も重要な100人
『ライフ』誌が1999年に選定した、「Life's 100 most important people of the second millennium」は以下のとおり。
1. トーマス・エジソン （アメリカ合衆国）
2. クリストファー・コロンブス （イタリア）
3. マルティン・ルター （ドイツ）
4. ガリレオ・ガリレイ （イタリア）
5. レオナルド・ダ・ヴィンチ （イタリア）
6. アイザック・ニュートン （イギリス）
7. フェルディナンド・マゼラン （ポルトガル）
8. ルイ・パスツール （フランス）
9. チャールズ・ダーウィン （イギリス）
10. トーマス・ジェファーソン （アメリカ）
11. ウィリアム・シェイクスピア （イギリス）
12. ナポレオン・ボナパルト （フランス）
13. アドルフ・ヒットラー （ドイツ）（オーストリア）
14. 鄭和 （中国）
15. ヘンリー・フォード （アメリカ）
16. ジークムント・フロイト （オーストリア）
17. リチャード・アークライト （イギリス）
18. カール・マルクス （ドイツ）
19. ニコラウス・コペルニクス （ポーランド）
20. ライト兄弟 （アメリカ）
21. アルベルト・アインシュタイン （ドイツ）（スイス）（アメリカ）
22. マハトマ・ガンディー（インド）
23. クビライ（モンゴル）
24. ジェームズ・マディソン （アメリカ）
25. シモン・ボリバル（南アメリカ）
26. メアリ・ウルストンクラフト （イギリス）
27. グリエルモ・マルコーニ （イタリア）
28. 毛沢東 （中国）
29. ウラジーミル・レーニン （ロシア）
30. マーティン・ルーサー・キング・ジュニア （アメリカ）
31. アレクサンダー・グラハム・ベル （スコットランド）（カナダ）（アメリカ）
32. ルネ・デカルト （フランス）
33. ルートヴィヒ・ヴァン・ベートーヴェン （ドイツ）
34. トマス・アクィナス （イタリア）
35. エイブラハム・リンカーン （アメリカ）
36. ミケランジェロ・ブオナローティ （イタリア）
37. ヴァスコ・ダ・ガマ （ポルトガル）
38. スレイマン1世（トルコ）
39. サミュエル・モールス （アメリカ）
40. ジャン・カルヴァン （フランス）
41. フローレンス・ナイチンゲール （イギリス）
42. エルナン・コルテス （スペイン）
43. ジョゼフ・リスター （イギリス）
44. イブン・バットゥータ （モロッコ）
45. 朱熹 （中国）
46. グレゴール・ヨハン・メンデル （オーストリア）
47. ジョン・ロック （イギリス）
48. アクバル （インド）
49. マルコ・ポーロ （イタリア）
50. ダンテ・アリギエーリ （イタリア）
51. ジョン・ロックフェラー （アメリカ）
52. ジャン＝ジャック・ルソー （フランス）
53. ニールス・ボーア （デンマーク）
54. ジャンヌ・ダルク （フランス）
55. フレデリック・ダグラス （アメリカ）
56. ルイ14世 （フランス）
57. ニコラ・テスラ （セルビア）（アメリカ）
58. イマヌエル・カント （ドイツ）
59. 范寛 （中国） - 北宋初期の山水画家
60. オットー・フォン・ビスマルク （ドイツ）
61. ウィリアム1世 （フランス）（イングランド王）
62. グイード・ダレッツォ （イタリア）
63. ジョン・ハリソン （イギリス）
64. インノケンティウス3世 （イタリア）
65. ハイラム・マキシム （アメリカ）
66. ジェーン・アダムズ （アメリカ）
67. 曹雪芹 （中国）
68. マテオ・リッチ （イタリア）
69. ルイ・アームストロング （アメリカ）
70. マイケル・ファラデー （イギリス）
71. イブン・スィーナー（ペルシャ）
72. シモーヌ・ド・ボーヴォワール （フランス）
73. ジャラール・ウッディーン・ルーミー （ペルシャ）（アフガニスタン）
74. アダム・スミス （スコットランド）
75. マリ・キュリー （ポーランド）（フランス）
76. アンドレーア・パッラーディオ （イタリア）
77. ピョートル1世 （ロシア）
78. パブロ・ピカソ （スペイン）
79. ルイ・ジャック・マンデ・ダゲール （フランス）
80. アントワーヌ・ラヴォアジエ （フランス）
81. P・T・バーナム （アメリカ）
82. エドウィン・ハッブル （アメリカ）
83. スーザン・B・アンソニー （アメリカ）
84. ラファエロ・サンティ （イタリア）
85. ヘレン・ケラー （アメリカ）
86. 葛飾北斎 （日本）
87. テオドール・ヘルツル （オーストリア）
88. エリザベス1世 （イギリス）
89. クラウディオ・モンテヴェルディ （イタリア）
90. ウォルト・ディズニー （アメリカ）
91. ネルソン・マンデラ （南アフリカ）
92. ロジャー・バニスター （イギリス）
93. レフ・トルストイ （ロシア）
94. ジョン・フォン・ノイマン （アメリカ）
95. サンティアゴ・ラモン・イ・カハール （スペイン）
96. ジャック＝イヴ・クストー （フランス）
97. カトリーヌ・ド・メディシス （イタリア）（フランス）
98. イブン・ハルドゥーン （チュニジア）
99. クワメ・エンクルマ （ガーナ）
100. カール・フォン・リンネ （スウェーデン）

## 寄稿者等
1936年以降の『ライフ』誌の著名な寄稿者等を挙げる。
- ジョン・ケンドリック・バングス（英語版）（編集者、著述家）
- ドミニク・ビーアン（英語版）（著述家）

フォトジャーナリスト
- ハリー・ベンソン
- Berry Berenson
- Walter Bosshard
- マーガレット・バーク＝ホワイト
- Brian Brake
- Larry Burrows
- David Burnett
- ロバート・キャパ - 1944年、ノルマンディー上陸作戦を取材
- Henri Cartier-Bresson
- デビッド・ダグラス・ダンカン - 太平洋戦争・朝鮮戦争・ベトナム戦争を取材。
- Loomis Dean
- John Dominis
- アルフレッド・アイゼンスタット
- Eliot Elisofon
- Bill Eppridge
- Andreas Feininger
- Ron Galella
- Alfred Gescheidt
- Bob Gomel
- Allan Grant
- Dirck Halstead
- Marie Hansen
- Bernard Hoffman
- アンリ・ユエ
- Isaac Kitrosser
- Peter B. Martin
- Hansel Mieth
- Lee Miller
- Gjon Mili
- Ralph Morse
- Carl Mydans
- ゴードン・パークス
- John Phillips
- Bill Ray
- Co Rentmeester
- Paul Schutzer
- Art Shay
- George Silk
- George Strock
- ユージン・スミス - 1947年-1954年
- Peter Stackpole
- Pete Souza
- エドワード・クレイマー・トンプソン（編集長(1949–61)、編集主幹(1961–70))
- John Vachon
- Jeff Vespa (and editor)
- Leigh Wiener
- Tony Zappone (Europe edition)
- John G. Zimmerman
- Lalaine Madrigal
- ジョージ・ロジャー - 1944年-1945年 ヨーロッパ戦線を取材
- 土門拳 - 1938年に外務大臣・宇垣一成のルポルタージュが掲載
- 三木淳 - 日本人唯一の正規スタッフ写真家として、1949年から1956年まで在籍。

映画評論
- Brad Darrach
- Wheeler Winston Dixon

ファッション
- Howell Conant（ファッション写真家）
- サリー・カークランド（編集者、ファッション）
- Clay Felker（スポーツライター、『ニューヨーク・マガジン』創設者）

写真家
- John Florea
- Henry Grossman
- Philippe Halsman
- Dorothea Lange
- Nina Leen
- Mark Shaw
- André Weinfeld（肖像写真）
- Edward Steichen（肖像写真）

イラストレーター
- チャールズ・ダナ・ギブソン（旧ライフ誌の元編集者兼所有者）
- Lejaren Hiller, Sr.
- メアリー・ハムマン（現代生活担当編集者）
- Jane Howard（ジャーナリスト、特派員）
- Will Lang Jr. (bureau chief)
- ヘンリー・ルース（発行者、編集主幹）
- Richard Edes Harrison（地図製作者）
- Gerald Moore（記者）

著述家
- Normand Poirier
- Ronald B. Scott
- Thomas Thompson（兼編集者）
- David Snell（ジャーナリスト、著述家、漫画家）

## Lifeで活躍した主要な写真家
（ABC順）
1. Carlo Bavagnoli (1932-)
2. Harry Benson (1929-)
3. Jack Birns (1919-)
4. Margaret Bourke-White (1904-1971)
5. Horace Bristol (1908-1997)
6. James Burke (1915-1964)
7. Larry Burrows (1926-1971)
8. Cornell Capa (1918-)
9. Robert Capa (1913-1954)
10. Edward Clark (1911-2000)
11. Ralph Crane (1913-1988)
12. Myron Davis (1919-)
13. Loomis Dean (1917-)
14. John Dominis (1921-)
15. Paul Dorsey (c1902-)
16. David Douglas Duncan (1916-)
17. Alfred Eisenstaedt (1898-1995)
18. Eliot Elisofon (1911-1973)
19. Bill Eppridge (1938-)
20. J. R. Eyerman (1906-1985)
21. N. R. Farbman (1907-1988)
22. Andreas Feininger (1906-1999)
23. Al Fenn (1912-1995)
24. John Florea (1916-2000)
25. Herbert Gehr (1910-1983)
26. Fritz Goro (1901-1986)
27. Allan Grant (1920-)
28. Milton Greene (1922-1985)
29. Farrell Grehan (1926-)
30. Arthur Griffin (1903-2001)
31. Henry Groskinsky (1934-)
32. Philippe Halsman (1906-1979)
33. Marie Hansen (c1918-1969)
34. Rex Hardy (1915-2004)
35. Bernard Hoffman (1913-1979)
36. Martha Holmes (19??-)
37. James Jarché (1891-1965)
38. Yale Joel (1919-)
39. Mark Kauffman (1921-1994)
40. Robert W. Kelley (1920-1991)
41. Dmitri Kessel (1902-1995)
42. Wallace Kirkland (1891-1979)
43. George Lacks (1910-)
44. Bob Landry (1913-c1960)
45. Walter B. Lane (1913-1996)
46. Lisa Larsen (1925-1959)
47. Nina Leen (c1914-1995)
48. Neil Leifer (1942-)
49. Anthony Linck (1919-)
50. John Loengard (1934-)
51. Michael Mauney (1937-)
52. Thomas McAvoy (1905-1966)
53. Leonard McCombe (1923-)
54. Joe McNally (1952-)
55. Vernon Merritt (1940-2000)
56. Hansel Mieth (1909-1998)
57. Gjon Mili (1904-1984)
58. Francis Miller (1905-1973)
59. Ralph Morse (1918-)
60. Carl Mydans (1907-)
61. Lennart Nilsson (1922-)
62. John Olson (1947-)
63. Gordon Parks (1912-)
64. Charles Phillips (1932-2003)
65. John Phillips (1914-1996)
66. Hart Preston (1910-)
67. Bill Ray (1936-)
68. Co Rentmeester (1936-)
69. Arthur Rickerby (1921-1972)
70. George Rodger (1908-1995)
71. Michael Rougier (1925-)
72. Walter Sanders (1897-1985)
73. Eric Schaal (1905-1994)
74. David E. Scherman (1916-1997)
75. Frank Scherschel (1907-1981)
76. Joe Scherschel (1921-)
77. Paul Schutzer (1930-1967)
78. Mark Shaw (1922-1969)
79. John Shearer (1947-)
80. Sam Shere (1904-1982)
81. William C. Shrout (1913-1986)
82. Geroge Silk (1916-)
83. Geroge Skadding (c1905-)
84. Ian Smith (c1921-c1987)
85. W. Eugene Smith (1918-1978)
86. Howard Sochurek (1924-1994)
87. Peter Stackpole (1913-1997)
88. Charles Steinheimer (1914-1996)
89. George Strock (1911-1977)
90. William J. Sumits (1914-)
91. Burk Uzzle (1938-)
92. William Vandivert (1912-1990)
93. Grey Villet (1927-)
94. Hank Walker (1922-1996)
95. Stan Wayman (1927-1973)
96. James Whitmore (1926-c1966)
97. Hans Wild (1914-1969)
98. Jack Wilkes (c1907-)
99. John Zimmerman (1927-2002)

- 文献：The Great Life Photographers, Introduction by John Loengard, Thams & Hudson, ISBN 0500542937, 2004